# Giuliana De Sio
Giuliana De Sio (Salerno, 2 de abril del 1956) es una actriz italiana.

## Biografía
Hija de Elvira y del abogado y escritor Alfonso De Sio, es hermana menor de la cantante y escritora Teresa De Sio.
Su debut fue en el Teatro Verdi de Salerno a la edad de 5 años. Su carrera profesional comenzó en 1976 cuando Gianni Bongioanni la inscribe para la miniserie de RAI Una mujer, basada en la homónima novela de Sibilla Aleramo. Poco tiempo después Elio Petri le confía un papel en Le mani sporche, que protagoniza junto a Marcello Mastroianni; también actuará con Alberto Sordi en Il malato immaginario, basada en la novela El enfermo imaginario de Molière.
Su encuentro con Massimo Troisi, que le dio un papel en Perdón por el retraso (1983), la introdujo en el ambiente de la nueva generación de directores italianos. Con Francesco Nuti rodaría la celebrada Io, Chiara e lo Scuro y la siguiente Casablanca Casablanca. A lo largo de su carrera trabajó con directores como Pasquale Festa Campanile, Giuseppe Ferrara, Mario Monicelli o Carlo Lizzani, contando con numerosas actuaciones en el cine, la televisión y el teatro.

## Filmografía

### Cine
- San Pasquale Baylonne protettore delle donne, de Luigi Filippo D'Amico (1976)
- Rue du Pied de Gruepp, de Jean-Jacques Grand-Jouan (1979)
- Il malato immaginario, de Tonino Cervi (1979)
- Io, Chiara e lo Scuro, de Maurizio Ponzi (1982)
- Sciopèn, de Luciano Odorisio (1982)
- Perdón por el retraso (Scusate il ritardo), de Massimo Troisi (1983)
- Uno scandalo perbene, de Pasquale Festa Campanile (1984)
- Cien días en Palermo (Cento giorni a Palermo), de Giuseppe Ferrara (1984)
- Casablanca, Casablanca, de Francesco Nuti (1985)
- Esperemos que sea mujer (Speriamo che sia femmina), de Mario Monicelli (1986)
- Ti presento un'amica, de Francesco Massaro (1987)
- Se lo scopre Gargiulo, de Elvio Porta (1988)
- Los alegres pícaros (I picari), de Mario Monicelli (1988)
- Preséntame a tus amigas (Ti presento un'amica), de Francesco Massaro (1988)
- Feu sur le candidat, de Agnès Delarive (1990)
- Cattiva, de Carlo Lizzani (1991)
- Per non dimenticare, de Massimo Martelli (1992)
- Donne sottotetto (Centro storico), de Roberto Giannarelli (1992)
- La vera vita di Antonio H., de Enzo Monteleone (1994)
- Italiani, de Maurizio Ponzi (1996)
- Con rabbia e con amore, de Alfredo Angeli (1997)
- Besame mucho, de Maurizio Ponzi (1999)
- Viva la scimmia, de Marco Colli (2002)
- Ti voglio bene Eugenio, de Francisco José Fernandez (2002)
- A luci spente, de Maurizio Ponzi (2004)
- Vorrei vederti ballare, de Nicola Deorsola (2010)
- El cónsul italiano (Il console italiano), de Antonio Falduto (2011)
- Ci vediamo a casa, de Maurizio Ponzi (2012)
- Vorrei vederti ballare, de Nicola Deorsola (2012)
- La verità, vi spiego, sull'amore, de Max Croci (2017)
- Buon lavoro, de Marco Demurtas (2018)
- Preludio, de Stefania Rossella Grassi y Tommaso Scutari (2019)
- Ieri, de Edoardo Paganelli (2022)

### Televisión
- Una mujer (Una donna), de Gianni Bongioanni (1977)
- Le mani sporche, de Elio Petri (1978)
- Hedda Gabler, de Maurizio Ponzi (1980)
- Ritratto di donna distesa, de Fiorella Infascelli (1980)
- La Medea di Porta Medina, de Piero Schivazappa (1981)
- Ivanov, de Franco Giraldi (1981)
- Dramma d'amore, de Luigi Perelli (1983)
- Cuore, de Luigi Comencini (1984)
- La piovra 3, de Luigi Perelli (1987)
- Inspector Wolff - episodio 02x01, de Michael Lähn (1993)
- El ángel negro (Angelo nero), de Roberto Rocco (1998)
- Hotel Alexandria, de Andrea Barzini y James Merendino (1998)
- Der Kapitän - episodio Kein Hafen für die Anastasia, de Sabine Landgraeber (2000)
- Amigos de Jesús - María Magdalena ( Gli amici di Gesù - Maria Maddalena), de Raffaele Mertes (2000)
- Il bello delle donne, de Maurizio Ponzi (2000-2003)
- La notte breve, de Camilla Costanzo y Alessio Cremonini (2006)
- Caterina y sus hijas (Caterina e le sue figlie), de Luigi Parisi (2007)
- Crimini, de Manetti Bros. (2007)
- Mogli a pezzi, de Alessandro Benvenuti y Vincenzo Terracciano (2008)
- Caterina e le sue figlie 3, de Luigi Parisi (2010)
- Non si arriva a fine mese, de Maurizio Ponzi (2010)
- Il peccato e la vergogna, de Alessio Inturri y Luigi Parisi (2010)
- Non smettere di sognare, de Roberto Burchielli (2011)
- L'onore e il rispetto - Parte terza, de Luigi Parisi y Alessio Inturri (2012)
- Rodolfo Valentino - La leggenda, de Alessio Inturri (2014)
- Furore, de Alessio Inturri (2014)
- Buon Lavoro, de Marco Demurtas (2015)
- Il bello delle donne... alcuni anni dopo, de Eros Puglielli (2017)
- La verità, vi spiego, sull'amore, de Max Croci (2017)
- Amore pensaci tu, de Francesco Pavolini y Vincenzo Terracciano (2017)
- Ballando con le stelle (2017) - concursante

## Premios y candidaturas
David de Donatello
| Año  | Categoría    | Película               | Resultado |
| ---- | ------------ | ---------------------- | --------- |
| 1983 | Mejor actriz | Io, Chiara e lo scuro  | Ganadora  |
| 1985 | Mejor actriz | Casablanca, Casablanca | Candidata |
| 1992 | Mejor actriz | Cattiva                | Ganadora  |

Nastro d'argento
| Año  | Categoría               | Película                          | Resultado |
| ---- | ----------------------- | --------------------------------- | --------- |
| 1983 | Mejor actriz            | Sciopèn                           | Candidata |
| 1983 | Mejor actriz            | Io, Chiara e lo scuro             | Ganadora  |
| 1984 | Mejor actriz            | Cien días en Palermo              | Candidata |
| 1989 | Mejor actriz            | Se lo scopre Gargiulo             | Candidata |
| 1992 | Mejor actriz            | Cattiva                           | Candidata |
| 1993 | Mejor actriz de reparto | Donne sottotetto (Centro storico) | Candidata |
| 1995 | Mejor actriz de reparto | La vera vita di Antonio H.        | Candidata |

Globo d'oro
| Año  | Categoría    | Película                                                | Resultado |
| ---- | ------------ | ------------------------------------------------------- | --------- |
| 1984 | Mejor actriz | Io, Chiara e lo scuro - Sciopèn - Perdón por el retraso | Ganadora  |
| 1992 | Mejor actriz | Cattiva                                                 | Candidata |

Ciak d'oro
| Año  | Categoría    | Película                | Resultado |
| ---- | ------------ | ----------------------- | --------- |
| 1986 | Mejor actriz | Esperemos que sea mujer | Ganadora  |

Fuente: IMDb